# Campeonato Mundial de Taekwondo de 1997
El XIII Campeonato Mundial de Taekwondo se realizó en Hong Kong (China) entre el 19 y el 23 de noviembre de 1997 bajo la organización de la Federación Mundial de Taekwondo (WTF) y la Asociación Hongkonesa de Taekwondo.
En el evento tomaron parte 710 atletas de 80 delegaciones nacionales. Las competiciones se desarrollaron en el Coliseo de Hong Kong.

## Medallistas

### Masculino
| Evento | Oro                            | Plata                          | Bronce                                                        |
| ------ | ------------------------------ | ------------------------------ | ------------------------------------------------------------- |
| –50 kg | Juan Antonio Ramos · España    | Roberto Cruz Filipinas         | Lee Hou-Kun China Taipéi Nazım Yılmaz Turquía                 |
| –54 kg | Chin Seung-Tae Corea del Sur   | Tsai Yi-Ya China Taipéi        | Geraldhy Altamirano · Ecuador · Ludovic Vo · Francia          |
| –58 kg | Huang Chih-Hsiung China Taipéi | Mehdi Bibak Asl Irán           | Liu Chuang · China · Óscar Salazar Blanco · México            |
| –64 kg | Kim Dong-In Corea del Sur      | Ekrem Boyalı Turquía           | Hsu Chi-Hung · China Taipéi · Rafael Zúñiga Carreón · México  |
| –70 kg | Tamer Husein · Egipto          | Christophe Négrel Francia      | Ki Sun-Sim Corea del Sur Zoran Krajčinović Yugoslavia         |
| –76 kg | José Jesús Márquez · España    | Marco Scheiterbauer · Alemania | Madyid Aflaki Jamseh Irán Kim Kyong-Hun Corea del Sur         |
| –83 kg | Lee Dong-Wan Corea del Sur     | Juan Alfredo Escobar · Cuba    | Rubén Montesinos Gimeno · España · Mijalis Tolios · Grecia    |
| +83 kg | Kim Je-Kyoung Corea del Sur    | Hasan Aslani Irán              | Jalid al-Dosari · Arabia Saudita · Nelson Sáenz Miller · Cuba |

### Femenino
| Evento | Oro                            | Plata                       | Bronce                                                         |
| ------ | ------------------------------ | --------------------------- | -------------------------------------------------------------- |
| –43 kg | Yang So-Hee Corea del Sur      | Li Huang China              | Kay Poe Estados Unidos Thy Vy Sok Australia                    |
| –47 kg | Chi Shu-Ju China Taipéi        | Yoon Song-Hee Corea del Sur | Mandy Meloon Estados Unidos Kylie Treadwell Australia          |
| –51 kg | Hwang Eun-Suk Corea del Sur    | Roxanne Forget · Canadá     | Lauren Burns · Australia · Elisabet Delgado · España           |
| –55 kg | Jung Jae-Eun Corea del Sur     | Carine Zelmanovitch Francia | Lai Hsiu-Wen China Taipéi Raveevadee Pansombut Tailandia       |
| –60 kg | Kang Hae-Eun Corea del Sur     | Hung Chia-Chun China Taipéi | Luisa Arnanz · España · Miet Filipović · Croacia               |
| –65 kg | Cho Hyang-Mi Corea del Sur     | Morfu Drosidu · Grecia      | Hsu Chih-Ling · China Taipéi · Marlene Ramírez Monroy · México |
| –70 kg | Woo Eun-Joung Corea del Sur    | Munia Burguigue Marruecos   | Ireane Ruiz Arévalo · España · Mónica del Real Jaime · México  |
| +70 kg | Jung Myoung-Sook Corea del Sur | Natalia Ivanova · Rusia     | Chiu Meng-Jen · China Taipéi · Nataša Vezmar · Croacia         |

## Medallero
| Núm. | País           | Oro | Plata | Bronce | Total |
| ---- | -------------- | --- | ----- | ------ | ----- |
| 1    | Corea del Sur  | 11  | 1     | 2      | 14    |
| 2    | China Taipéi   | 2   | 2     | 5      | 9     |
| 3    | España         | 2   | 0     | 4      | 6     |
| 4    | Egipto         | 1   | 0     | 0      | 1     |
| 5    | Francia        | 0   | 2     | 1      | 3     |
| 6    | Irán           | 0   | 2     | 1      | 3     |
| 7    | China          | 0   | 1     | 1      | 2     |
| 8    | Cuba           | 0   | 1     | 1      | 2     |
| 8    | Grecia         | 0   | 1     | 1      | 2     |
| 8    | Turquía        | 0   | 1     | 1      | 2     |
| 11   | Alemania       | 0   | 1     | 0      | 1     |
| 11   | Canadá         | 0   | 1     | 0      | 1     |
| 11   | Filipinas      | 0   | 1     | 0      | 1     |
| 11   | Marruecos      | 0   | 1     | 0      | 1     |
| 11   | Rusia          | 0   | 1     | 0      | 1     |
| 16   | México         | 0   | 0     | 4      | 4     |
| 17   | Australia      | 0   | 0     | 3      | 3     |
| 18   | Croacia        | 0   | 0     | 2      | 2     |
| 18   | Estados Unidos | 0   | 0     | 2      | 2     |
| 20   | Arabia Saudita | 0   | 0     | 1      | 1     |
| 20   | Tailandia      | 0   | 0     | 1      | 1     |
| 20   | Ecuador        | 0   | 0     | 1      | 1     |
| 20   | Yugoslavia     | 0   | 0     | 1      | 1     |
|      | TOTAL          | 16  | 16    | 32     | 64    |